# قائمة أكبر الشركات في سنغافورة
تسرد هذه المقالة أكبر الشركات في سنغافورة من حيث إيراداتها وصافي أرباحها وإجمالي أصولها، وفقًا لمجلات الأعمال الأمريكية فوتشن و فوربس .

## قائمةفورتشن 2019
تعرض هذه القائمة جميع الشركات السنغافورية الثلاث في فورتشن غلوبال 500، والتي تصنف أكبر الشركات في العالم من حيث الإيرادات السنوية، الأرقام الواردة أدناه معطاة بملايين الدولارات الأمريكية وهي خاصة بالسنة المالية 2018.
| الترتيب على سنغافورة | الترتيب العالمي فورتشن 500 | الاسم               | الصناعة        | الإيراد (بالملايين) | الأرباح (بالملايين) | الموظفون | مقر      |
| -------------------- | -------------------------- | ------------------- | -------------- | ------------------- | ------------------- | -------- | -------- |
| 1                    | 22                         | ترافيجورا           | السلع الأساسية | 180744              | 849                 | 4,316    | سنغافورة |
| 2                    | 258                        | ويلمار انترناشيونال | صناعة الغذاء   | 44497               | 1,128               | 90.000   | سنغافورة |
| 3                    | 474                        | ثني                 | إلكترونيات     | 26210               | 93                  | 200,000  | سنغافورة |

## قائمةفوربس 2019
هذه قائمة الشركات السنغافورية في فوربس جلوبال 2000 التي تصنف 2000 من أكبر الشركات المتداولة علنا عالميًا. إن قائمة فوربس تأخذ في الاعتبار العديد من العوامل، بما في ذلك الإيرادات وصافي الربح وإجمالي الأصول والقيمة السوقية لكل شركة؛ كل عامل يعطى مرجح مرتبة من حيث الأهمية عند النظر في الترتيب العام، الجدول التالي يسرد أيضا مقر الشركة وقطاع الصناعة الذي تعمل به، االأرقام هي بمليارات الدولارات وترجع للعام المالي 2018. هناك 13 شركة مدرجة من سنغافورة .
| الترتيب على سنغافورة | الترتيب العالمي فوربس 2000 | الاسم                     | مقر      | الإيراد (بالمليارات) | الأرباح (بالمليارات) | الأصول (بالمليارات) | القيمة (بالمليارات) | الصناعة          |
| -------------------- | -------------------------- | ------------------------- | -------- | -------------------- | -------------------- | ------------------- | ------------------- | ---------------- |
| 1                    | 213                        | دي بي إس بنك              | سنغافورة | 13.6                 | 4.1                  | 404.2               | 51.6                | الخدمات المصرفية |
| 2                    | 286                        | OCBC Bank                 | سنغافورة | 11.0                 | 3.3                  | 343.1               | 36.9                | الخدمات المصرفية |
| 3                    | 307                        | بنك اوفرسيز المتحد        | سنغافورة | 10.7                 | 3.0                  | 284.7               | 32.9                | الخدمات المصرفية |
| 4                    | 409                        | سينجتل                    | سنغافورة | 12.9                 | 2.3                  | 35.7                | 37.8                | اتصالات          |
| 5                    | 425                        | ويلمار الدولية            | سنغافورة | 44.7                 | 1.1                  | 45.7                | 17.0                | إنتاج الغذاء     |
| 6                    | 890                        | CapitaLand                | سنغافورة | 4.4                  | 1.3                  | 47.4                | 11.2                | العقارات         |
| 7                    | 1078                       | الخطوط الجوية السنغافورية | سنغافورة | 12.1                 | 0.5                  | 20.2                | 8.6                 | طيران            |
| 8                    | 1353                       | شركة كيبل                 | سنغافورة | 4.4                  | 0.7                  | 19.5                | 9.0                 | تكتل             |
| 9                    | 1373                       | مجموعة أولام              | سنغافورة | 22.6                 | 0.2                  | 17.2                | 4.5                 | زراعة            |
| 10                   | 1442                       | فلكس                      | سنغافورة | 26.5                 | 0.1                  | 14.0                | 5.8                 | إلكترونيات       |
| 11                   | 1663                       | Frasers Property          | سنغافورة | 3.5                  | 0.6                  | 24.1                | 4.0                 | العقارات         |
| 12                   | 1695                       | China Aviation Oil        | سنغافورة | 20.6                 | 0.1                  | 1.7                 | 0.9                 | السلع            |
| 13                   | 1781                       | صناعات سيمبكورب           | سنغافورة | 8.7                  | 0.2                  | 17.1                | 3.6                 | خدمات            |